# Zérushely

A intervallumon értelmezett függvény zérushelyei és. Ezek a koordináta-rendszerben piros színnel vannak jelölve.

A matematikában egy adott (valós, komplex vagy általánosabban vektorértékű) függvény zérushelye az értelmezési tartományának olyan {\displaystyle x} eleme, mely megoldása az {\displaystyle f(x)=0} egyenletnek. Máshogy megfogalmazva,a zérushely az a hely, ahol a függvény a 0 értéket veszi fel.
Egy polinom gyökeinek nevezzük a polinomhoz tartozó polinomfüggvény zérushelyeit. Az algebra alaptétele kimondja, hogy bármely nemnulla {\displaystyle n}-edfokú polinom gyökeinek száma legfeljebb {\displaystyle n}. Komplex polinomok, vagy általánosabban bármely algebrailag zárt számtest felett értelmezett polinomok esetén a gyökök száma (multiplicitást, azaz többszörös gyököket is beleértve) és a polinom fokszáma megegyezik. Például, az {\displaystyle f(x)=x^{2}-5x+6=(x-2)(x-3)} polinomfüggvénynek két zérushelye van, mégpedig az {\displaystyle x=2} és az {\displaystyle x=3}.
Egy valós függvény zérushelyei azon pontok {\displaystyle x}-koordinátái, ahol a függvény grafikonja az {\displaystyle x}-tengelyt metszi.

## Egyenlet megoldásaként
Bármely egyváltozós (ezt a változót nevezzük el {\displaystyle x}-nek) egyenlet átírható a következő formába:
{\displaystyle f(x)=0},
ha az egyenlet jobb oldalán szereplő kifejezéseket mind átcsoportosítjuk a bal oldalra. Ebből következik, hogy az egyenlet megoldásai pontosan {\displaystyle f} függvény zérushelyeinek felelnek meg. Ebből következik, hogy egy adott függvény zérushelyeinek megtalálása egyenértékű probléma a hozzá tartozó egyenlet megoldásával.

## Polinomok gyökei
Bármely páratlan fokszámú valós polinomnak páratlan számú valós gyöke van (multiplicitásokat beleértve), hasonlóképp egy páros fokszámú valós polinomnak páros számú valós gyöke van. Következményképp, egy páratlan fokszámú valós polinomnak legalább egy gyöke van. Más szavakkal kifejezve, egy páratlan fokszámú polinomfüggvény grafikonja legalább egyszer metszi az {\displaystyle x}-tengelyt. Ez a tulajdonság felfogható a Bolzano-tétel következményeképp is, ugyanis egy páratlan fokszámú valós polinomfüggvény folytonos, és pozitív és negatív értékeket is felvesz. Páros fokszámú valós polinomoknál előfordulhat, hogy nincs valós gyöke, ilyen polinom például az {\displaystyle x^{2}-x+2}. Az {\displaystyle x^{2}} polinomnak két valós gyöke van, de ezek a gyökök megegyeznek, így szintén páros számú valós gyöke van. Ez az egyik legalapvetőbb példája annak, amikor a gyököknek nem 1 a multiplicitása.

### Az algebra alaptétele
Az algebra alaptétele kimondja, hogy bármely {\displaystyle n}-edfokú (valós vagy komplex) polinomnak pontosan {\displaystyle n} gyöke van, multiplicitásokat beleértve. Egy valós együtthatójú polinom nemvalós gyökei mindig konjugált párok formájában jelennek meg, tehát például az {\displaystyle x^{2}+1} polinom gyökei ({\displaystyle i} és {\displaystyle -i}) egymás konjugáltjai.
A Viète-formulák összefüggéseket határoznak meg egy adott polinom együtthatói és gyökeinek összege vagy szorzata között.

## Gyökök kiszámítása
Egy függvény gyökeinek kiszámítása nem mindig lehetséges tisztán algebrai módszerekkel, sokszor szükség van különböző közelítő módszerekre is, ilyen például a Newton-módszer. Azonban, számos polinomfüggvénynek (köztük az összes olyannak, melynek fokszáma kisebb, mint 5) gyökei leírhatók zárt formában, az együtthatóinak egy egyenleteként. Ennek legismertebb példái a másod- és harmadfokú egyenletek megoldóképletei.

## Zérushelyek halmaza
A matematika számos területén érdemes vizsgálni egy adott valós értékű függvény {\displaystyle f:X\to \mathbb {R} } (ahol {\displaystyle X} egy halmaz) zérushelyeinek halmazát, azaz a függvény inverzének {\displaystyle 0} ponthoz tartozó képe (azaz {\displaystyle f^{-1}(0)}) {\displaystyle X}-ben.
Ebből kiindulva, egy {\displaystyle f} függvény egy szinthalmaza pontosan egy {\displaystyle f} értékkészletébe tartozó {\displaystyle c}-re az {\displaystyle f-c} függvény zérushelyeinek halmaza.
Egy lineáris leképezés zérushelyeinek halmazát a leképezés magjának is hívjuk.

### Alkalmazásai
Az analízis és a geometria területén {\displaystyle \mathbb {R} ^{n}} bármely zárt részhalmaza megfelel egy {\displaystyle \mathbb {R} ^{n}} egészén értelmezett sima (azaz tetszőlegesen sokszor differenciálható) függvény zérushelyeinek halmazaként.
A differenciálgeometriában zérushelyek halmazait gyakran alkalmazzák sokaságok definiálásához. Ennek fontos esete, amikor {\displaystyle f:\mathbb {R} ^{p}\to \mathbb {R} ^{n}} egy sima függvény és a 0 {\displaystyle f} egy reguláris értéke, akkor {\displaystyle f} zérushelyeinek halmaza egy {\displaystyle (p-n)}-dimenziós sima sokaság. Például, az {\displaystyle m}-dimenziós egységgömb (tehát az egységsugarú gömb {\displaystyle \mathbb {R} ^{m+1}}-ben) az {\displaystyle f(x)=\|x^{2}\|-1} függvény zérushelyeinek halmaza.
Az algebrai geometria területén az algebrai varietás első definíciója zérushelyek halmazán keresztül történik. Ezeknek egyszerű példái algebrai görbék.

## Fordítás
Ez a szócikk részben vagy egészben  a   Zero of a function című angol Wikipédia-szócikk fordításán alapul.  Az eredeti cikk szerkesztőit annak laptörténete sorolja fel. Ez a jelzés csupán a megfogalmazás eredetét és a szerzői jogokat jelzi, nem szolgál a cikkben szereplő információk forrásmegjelöléseként.